# Âşık Veysel

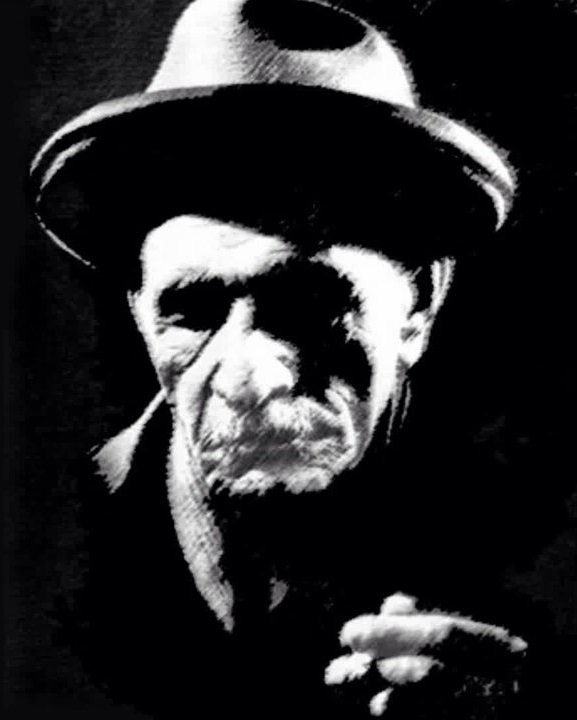
Verfremdete Fotografie

Âşık Veysel Şatıroğlu, meist nur Aşık Veysel mit bürgerlichem Namen Veysel Şatıroğlu (* 25. Oktober 1894 im Dorf Sivrialan in Şarkışla; † 21. März 1973 ebenda) war einer der berühmtesten und prägendsten türkischen Bağlama-Spieler, Sänger und Dichter aus dem anatolischen Raum.

## Leben

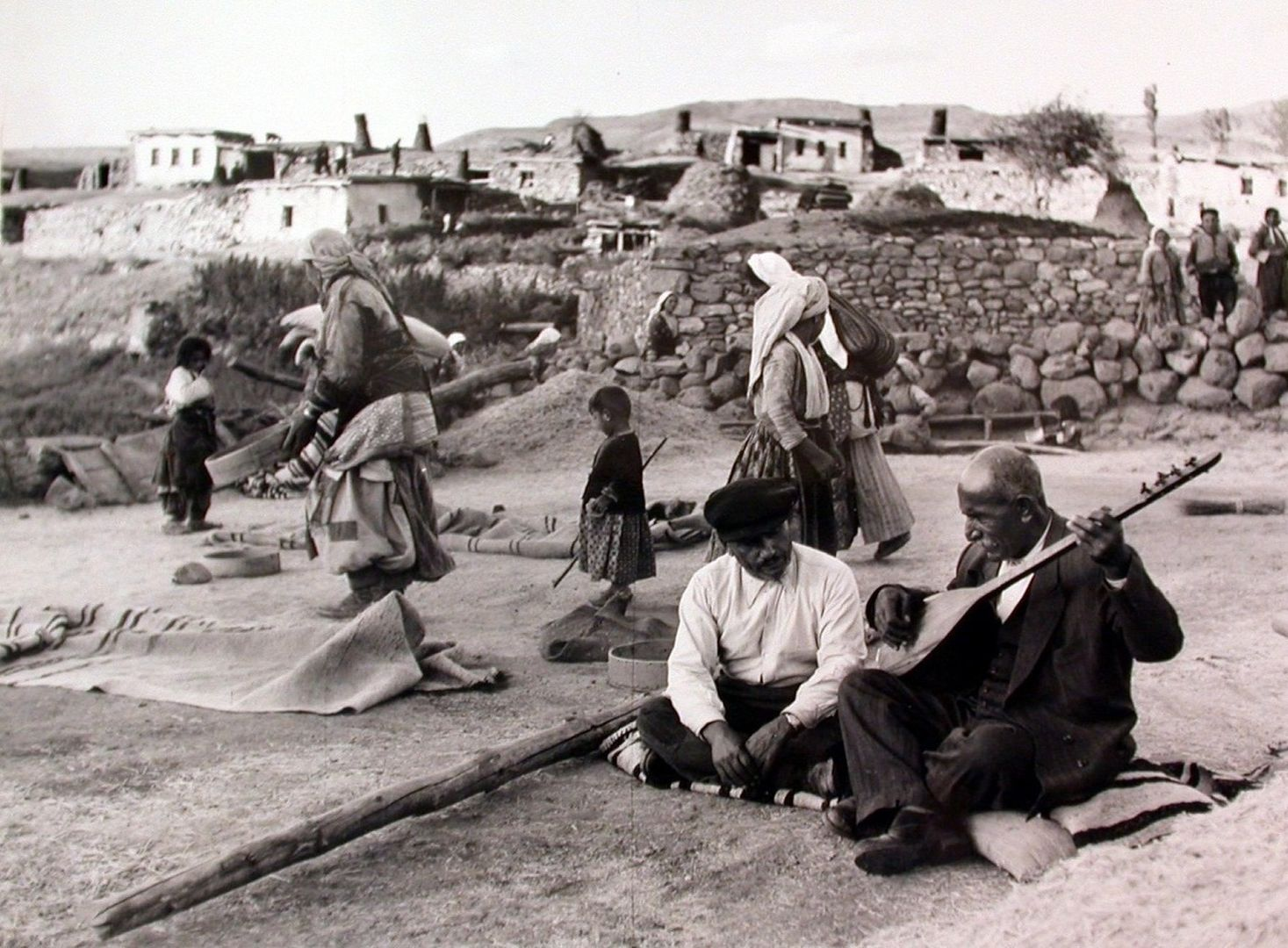
Aşık Veysel spielt bağlama, 1948

Veysel wurde in eine alevitische Familie geboren. Seine Mutter Gülizar entband ihn, so wird erzählt, als sie auf dem Weg zur Weide war, um dort Schafe zu melken, allein und trennte die Nabelschnur eigenhändig durch. Danach ging sie mit dem Neugeborenen in ihr Dorf zurück. Sein Vater war der Landwirt Ahmet Şatıroğlu. Veysel verlor sein linkes Augenlicht im Alter von sieben Jahren während einer Pockenepidemie, die zu dieser Zeit in Sivas grassierte. Seine beiden älteren Schwestern waren bereits vor seiner Geburt an dieser Krankheit gestorben. Das rechte Auge verlor er später durch einen Unfall, den sein Vater mit einem Ochsenstachel verursachte. Um seinen Sohn zu trösten, kaufte sein Vater dem Zehnjährigen eine Langhalslaute (bağlama).
Später wurde er von seinen Eltern mit einer entfernten Verwandten namens Esma verheiratet, die einen Sohn und eine Tochter gebar. Sein Sohn starb kurz nach der Geburt, wenig später auch seine Mutter und sein Vater. Nachdem sein Bruder aus dem Krieg heimkehrte, selbst eine Familie gründete und eine Tochter bekam, entschlossen sich die zwei Brüder, einen Bediensteten ins Haus zu holen.
Seine Frau Esma verließ Veysel mit diesem Diener, als er krank im Bett lag und sein Bruder zur Arbeit unterwegs war. Zu diesem Zeitpunkt war seine Tochter, die seine Ehefrau bei ihm zurückließ, sechs Monate alt. Veysel trug das kleine Mädchen stundenlang umher und wiegte es auf seinem Schoß, doch im Alter von zweieinhalb Jahren starb auch dieses Kind.
Wegen des türkischen Namensgesetzes war er gezwungen, sich umzubenennen und wählte den Nachnamen Şatıroğlu. 1933 beeindruckte er beim landesweiten Aşık-Festival Staatspräsident Atatürk. In den folgenden Jahren zog Aşık Veysel in der Tradition der anatolischen Aşık-Sänger von Dorf zu Dorf, sang poetische Lieder (deyiş) und bereiste so fast die gesamte Türkei. Atatürk hatte ihn gebeten, auch die vom Staat neu eingerichteten Volkshäuser (halkevleri) zu besuchen und dort zu unterrichten. Eine Weile arbeitete er als Saz-Lehrer in einem Dorfinstitut, das der Schullehrer-Ausbildung diente.
1965 wurde ihm aufgrund seiner „Verdienste um Sprache und nationale Einheit“ eine lebenslange monatliche Rente von 500 Lira zuerkannt. 1973 starb Aşık Veysel im Alter von 78 Jahren in seinem Geburtshaus in Sivrialan. Heute ist sein Haus ein Museum. Die Hochschule Aşık Veysel Meslek Yüksekokulu in Şarkışla, Provinz Sivas, trägt seinen Namen.

## Werke (Auswahl)
- Uzun ince bir yoldayım
- Kara toprak
- Güzelliğin on para etmez
- Beni hor görme gardaşım
- Mecnunum Leylamı gördüm
- Sazım
- Dostlar beni hatırlasın
- Ben gidersem sazım sen kal dünyada
- Karşıkı karlı dağda bülbül
- Kızılırmak seni seni
- Ömrüm ömrüm
- Yüce dağ başında
- Yine dertli dertli
- Dilber
- Çiçekler
- Hacı Bektaş
- Sivas ellerinde sazım çalınır
- Derdimi dökersem derin dereye
- Sen varsın orda
- Çiğdem Der Ki

## Diskografie
- Âşık Veysel. Kalan Müzik (arşiv serisi) 2001 (Doppel-CD, 140 min)